# Bengtsfors samrealskola
Bengtsfors samrealskola var en realskola i Bengtsfors verksam från 1944 till 1972.

## Historia
Skolan bildades som en kommunal mellanskola 1939  vilken från 1944 successivt ombildades till en samrealskola.
Realexamen gavs från 1943 (eventuellt även tidigare) till 1972.